# Union chrétienne des travailleurs
La Christian Workers' Union (CWU ; « Syndicat des travailleurs chrétiens », ou littéralement « Union des travailleurs chrétiens ») est un syndicat du Belize fondé en 1963.

## Historique
Le syndicat est fondé en 1963 par Nicholas Pollard, qui rassemble d'anciens membres de l'Union chrétienne démocratique (en) basée à Belize City. En septembre, il est l'un des affiliés fondateurs de la Fédération nationale des syndicats chrétiens (National Federation of Christian Trade Unions), dont il est rapidement devenu l'affilié le plus important. Pollard s'installe à Trinidad en 1964, mais revient à Belize en 1966 et reprend la direction du syndicat. Cela suscite le ressentiment des autres dirigeants et, en 1968, il quitte le syndicat pour former un syndicat rival éphémère, le Democratic Independent,.
En 1969, les autres affiliés de la Fédération nationale des syndicats chrétiens se séparent pour former la Fédération nationale des travailleurs. La fédération est dissoute et le CWU devient indépendant. Il conserve sa force, notamment dans le secteur public.
En 2006, le CWU revendique 2 500 membres. Il est membre de la Confédération syndicale internationale, mais s'en est retiré en novembre 2009.